# La Estrella (película española)
La Estrella es una película española ópera prima de su director Alberto Aranda y basada en la novela homónima de Belén Carmona que colabora en la adaptación del guion y realiza un cameo en la película. Fue rodada en el barrio de Los Olivos de Santa Coloma de Gramanet y con banda sonora de los músicos locales Muchachito Bombo Infierno y Los Barrankillos. Fue doblada al catalán aunque su versión original tiene más sentido pues resalta la comunicación entre los hablantes de castellano y catalán. Fue presentada 2013 en el Festival de Málaga en la sección Málaga Premiere. La película trata temas muy crudos como la intolerancia racial y religiosa, el machismo, la violencia de género y el suicidio, además de otros de manera menos explícita como la especulación inmobiliaria. Se estrenó en cines el 24 de mayo de 2013

## Ficha artística
- Ingrid Rubio (Estrella)
- Marc Clotet (Salva)
- Carmen Machi (Trini)
- Fele Martínez (Balta)
- La Tani (Profesora de Flamenco)
- Pep Tosar (Xavier)
- Rubén Sánchez (Marc)
- Carmen Flores (Mari Carmen)
- Angie Savall (Maruja)
- Núria Casas (Marifé)
- Carlos Blanco (Jonás)
- Bartolomé Fernández (Jesús)
- Sandra Pavón (Loli)
- Blanca Martínez (Bea)
- Belén Carmona (Flamenca)

## Sinopsis
Estrella (Ingrid Rubio) es una joven humilde de Santa Coloma de Gramanet de origen andaluz que trabaja como limpiadora en un tanatorio y que convive con su novio Salva (Marc Clotet) que acaba de conseguir el trabajo de sus sueños en una promotora inmobiliaria. Su mejor amiga y compañera de trabajo Trini (Carmen Machi) acude a ella cuando su marido la golpea. De la noche a la mañana el mundo de Estrella comienza a cambiar cuando Salva empieza a mostrar su verdadera cara y el futuro de su propia vida empieza a verse reflejado en la malograda vida de su amiga Trini.

## Nominaciones
Premios Gaudí 2014
2 nominaciones: Mejor actriz (Ingrid Rubio) y Mejor actriz de reparto (Carmen Machi)
Unión de Actores y Actrices 2014
Mejor protagonista femenina (Ingrid Rubio)